# Joseph Curran
 (septembre 2022).
La mise en forme du texte ne suit pas les recommandations de Wikipédia : il faut le « wikifier ».
Les points d'amélioration suivants sont les cas les plus fréquents. Le détail des points à revoir est peut-être précisé sur la page de discussion.
- Les titres sont pré-formatés par le logiciel. Ils ne sont ni en capitales, ni en gras.
- Le texte ne doit pas être écrit en capitales (les noms de famille non plus), ni en gras, ni en italique, ni en « petit »…
- Le gras n'est utilisé que pour surligner le titre de l'article dans l'introduction, une seule fois.
- L'italique est rarement utilisé : mots en langue étrangère, titres d'œuvres, noms de bateaux, etc.
- Les citations ne sont pas en italique mais en corps de texte normal. Elles sont entourées par des guillemets français : « et ».
- Les listes à puces sont à éviter, des paragraphes rédigés étant largement préférés. Les tableaux sont à réserver à la présentation de données structurées (résultats, etc.).
- Les appels de note de bas de page (petits chiffres en exposant, introduits par l'outil «  Source ») sont à placer entre la fin de phrase et le point final[comme ça].
- Les liens internes (vers d'autres articles de Wikipédia) sont à choisir avec parcimonie. Créez des liens vers des articles approfondissant le sujet. Les termes génériques sans rapport avec le sujet sont à éviter, ainsi que les répétitions de liens vers un même terme.
- Les liens externes sont à placer uniquement dans une section « Liens externes », à la fin de l'article. Ces liens sont à choisir avec parcimonie suivant les règles définies. Si un lien sert de source à l'article, son insertion dans le texte est à faire par les notes de bas de page.
- La présentation des références doit suivre les conventions bibliographiques. Il est recommandé d'utiliser les modèles {{Ouvrage}}, {{Chapitre}}, {{Article}}, {{Lien web}} et/ou {{Bibliographie}}. Le mode d'édition visuel peut mettre en forme automatiquement les références.
- Insérer une infobox (cadre d'informations à droite) n'est pas obligatoire pour parachever la mise en page.

Pour une aide détaillée, merci de consulter Aide:Wikification.
Si vous pensez que ces points ont été résolus, vous pouvez retirer ce bandeau et améliorer la mise en forme d'un autre article.
 (avril 2020).
Pour les articles homonymes, voir Curran.
Joseph Curran (1er mars 1906 - 14 août 1981) était un marin marchand et un leader ouvrier américain. Il fut le  président fondateur de l'Union maritime nationale (ou UNM, qui fait maintenant partie de l' Union internationale des marins d'Amérique du Nord) de 1937 à 1973, et vice-président du Congrès des organisations industrielles (COI).

## Jeunesse
Curran est né dans le Lower East Side de Manhattan. Son père est décédé à l'âge de deux ans. Il a fréquenté l'école paroissiale, mais à l'âge de 14 ans, il a été expulsé pour absentéisme.
Il a travaillé comme caddie et ouvrier d'usine avant d'être embauché en 1922 dans la marine marchande des États-Unis. Il a d'abord travaillé comme matelot qualifié puis comme maître d'équipage, lavant la vaisselle dans les restaurants lorsqu'il n'était pas en mer et dormant sur un banc de Battery Park la nuit. C'est à cette époque qu'il a reçu son surnom « Big Joe ».
Curran a rejoint l'Union internationale des marins mais n'était pas actif au début.

## Grève duSS California
En 1936, Curran a mené une grève à bord du paquebot SS California. Curran et l'équipage de la California Pacific Line de Panama ont déclenché une grève au moment de naviguer et ont refusé de quitter les lignes à moins que les salaires soient augmentés et les heures supplémentaires payées,.
La grève était essentiellement une grève d'occupation. Curran et l'équipage ont refusé de quitter le navire, pour éviter d'être remplacés par des briseurs de grève. L'équipage est resté à bord et a continuéà continuer la plupart des tâches. Le bateau est resté à quai pendant trois jours.
Pour finir, le secrétaire américain au Travail, Frances Perkins, est intervenu dans le conflit. S'adressant à l'équipage par téléphone, Perkins a accepté d'organiser une audition de griefs une fois le navire amarré à destination à New York. Il a également assuré qu'il n'y aurait pas de représailles de la part de la société ou du gouvernement contre Curran ou les grévistes,.
Après le voyage retour en Californie, la Panama Pacific Line a augmenté les salaires de 5 $ par mois à 60 $ par mois.
Mais Perkins n'a pas pu tenir ses autres promesses. Le secrétaire américain au Commerce, Daniel Roper, et la Panama Pacific Line ont déclaré que Curran et les autres grévistes mutins. Lorsque le navire a accosté, les agents du Federal Bureau of Investigation ont ouvert une enquête sur la "mutinerie". Curran et d'autres hauts responsables de la grève ont été condamnés à une amende de deux jours de salaire, licenciés et mis sur liste noire. Cependant, Perkins a pu empêcher les autres grévistes d'être poursuivis,..

## Formation de NMU
La grève du SS California n'était qu'une partie d'une vague mondiale de troubles parmi les marins américains. Une série de grèves dans les ports et à bord des navires a éclaté en 1936 et 1937 dans l'Atlantique et le golfe du Mexique. En octobre 1936, Curran a appelé la grève des marins de la côte du Golfe de 1936, en partie pour améliorer les conditions de travail et en partie pour embarrasser l'Union internationale des marins (UIS). La grève de quatre mois a concerné 50 000 marins et 300 navires,.
Curran, croyant qu'il était temps d'abandonner l'UIS, commence le recrutement des membres pour un nouveau syndicat rival.
En mai 1937, Curran et d'autres dirigeants de son mouvement naissant formèrent l'Union maritime nationale (UMN). Le Comité de défense des marins s'est reconstitué en syndicat. Il a tenu sa première convention en juillet et 30 000 marins sont passés de l'UIS à la UNM. Curran a été élu président de la nouvelle organisation. Le secrétaire-trésorier élu du syndicat était Ferdinand Smith. Ainsi, depuis sa création, la UNM est réputée pour sa lutte en faveur de l'intégration raciale. En l'espace de six ans, presque toute discrimination raciale a été éliminée dans l'embauche, les salaires, les logements et les affectations de travail,.
Une caractéristique de la nouvelle union a été la formation de bureaux d'embauche dans chaque port. Les halls d'embauche garantissaient un approvisionnement régulier de marins expérimentés pour les navires à passagers et les cargos, et réduisaient la corruption qui nuisait à l'embauche de marins qualifiés. Les bureaux de recrutement ont également œuvré pour lutter contre la discrimination raciale et promouvoir l'harmonie parmi les travailleurs maritimes,,.
En un an, la UNM comptait plus de 50 000 membres et la plupart des expéditeurs américains étaient sous contrat. Dépouillé de la plupart de ses membres, l'UIS est devenu presque agonisant.
Curran a épousé Retta Toble, une ancienne serveuse de bateau de croisière, en 1939. Le couple avait un fils, Joseph Paul Curran, Jr.Retta Curran est décédé en 1963. En 1965, Curran a épousé Florence Stetler.